# Gina Bachauer

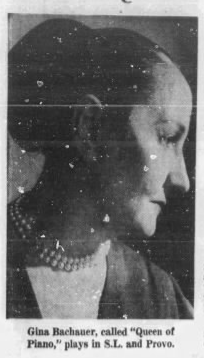
Gina Bachauer

Gina Bachauer (Grieks: Τζίνα Μπαχάουερ) (Athene, 21 mei 1913 - Londen, 22 augustus 1976) was een Griekse pianist.

## Jeugd en opleiding
Bachauer werd geboren in Griekenland, waar ze vanaf haar vierde jaar pianoles kreeg. Haar eerste publieke uitvoering gaf ze op de leeftijd van acht jaar. Haar eerste concert als solist met orkest was in 1932 toen ze negentien jaar oud was. Ze won de Ereprijs op een muziekconcours in Wenen en had van 1933 tot 1935 pianoles van Sergej Rachmaninov. Haar professioneel debuut was in Athene in 1935, in Londen in 1947 en in New York in 1950.

## Plaatopnames en tournees
Ze nam platen op voor His Masters Voice, RCA Victor en Mercury. Tot haar dood in 1976 gaf ze honderden concerten in Europa, Azië en Amerika, waaronder 630 optredens gedurende de Tweede Wereldoorlog voor de geallieerde troepen in het Midden-Oosten. Bachauer was ook actief als docent. Zo gaf ze les aan de Griekse prinses Irene, de dochter van de toenmalige koning Paul van Griekenland. Ze onderhield een hechte persoonlijke vriendschap met de dirigent Maurice Abravanel en trad vaak op met zijn Utah Symphony Orchestra.

## Nalatenschap
Na haar dood werd de Gina Bachauer International Piano Competition ingesteld te harer eer en nagedachtenis. Het concours trekt vele jonge pianisten aan van over de gehele wereld en wordt jaarlijks gehouden in Salt Lake City. Tot op de dag van vandaag worden het huis en de tuin waar Bachauer woonde in de buitenwijk Halandri van Athene onderhouden door vrienden en buren als eerbetoon aan haar. Het is opengesteld voor bezoekers en trekt fans van over de gehele wereld. De zwerfkatten die rondom het huis verblijven worden ook door hen gevoederd, net zoals Bachauer dat gedurende haar hele leven deed. In 1981 gaf de Griekse regering een postzegel uit te harer ere.